# جرانتورتو
جرانتورتو (به ایتالیایی: Grantorto) یک کومونه در ایتالیا است که در استان پادووا واقع شده‌است.

## خصوصیات
جرانتورتو ۱۴٫۱ کیلومترمربع مساحت و ۴٬۴۱۴ نفر جمعیت دارد.

## خواهرخوانده
شهرهای فانیانو اولونا و Grottole خواهرخوانده‌های جرانتورتو هستند.